# Timo Kastening
Timo Kastening (* 25. Juni 1995 in Stadthagen) ist ein deutscher Handballspieler. Der Linkshänder spielt auf der rechten Außenposition. Sein aktueller Verein ist MT Melsungen.

## Karriere

### Verein
Timo Kastening begann im Alter von fünf Jahren beim VfL in Bad Nenndorf Handball zu spielen. Nach einem Gastspiel beim TSV Barsinghausen durchlief Kastening ab der C-Jugend alle Jugendmannschaften der TSV Hannover-Burgdorf.
In der Saison 2013/14 debütierte er im Alter von 18 Jahren unter Trainer Christopher Nordmeyer in der Bundesliga. Dabei warf er in 17 Spielen 16 Tore. Auch im EHF-Pokal 2013/14 kam er zum Einsatz; hier erzielte er sieben Treffer.
In den letzten fünf Spielzeiten absolvierte Kastening alle Bundesligapartien und avancierte in der Saison 2016/17 mit 86 Treffern (Wurfquote: 78,9 %) und 2017/18 mit 75 Treffern (Wurfquote: 64,66 %) zum torgefährlichsten Rechtsaußen unter 26 bzw. 27 Jahren. In der Saison 2017/18 erreichte er mit seinem Team unter Trainer Antonio Carlos Ortega zudem das Endspiel des Final Four im DHB-Pokal, in dem er beim 26:30 gegen die Rhein-Neckar Löwen sechs Treffer (Wurfquote: 100 %) erzielte. In der Saison 2018/19 schaffte Timo Kastening dann endgültig den Durchbruch und kürte sich mit 190 Toren zum viertbesten Schützen der Liga. Seine meisten Treffer in einem Bundesliga-Spiel erzielte Kastening in der Partie am 6. Februar 2020 gegen den SC Magdeburg mit 13 Toren (Wurfquote: 81,25 %).
Kastening läuft seit der Saison 2020/21 für die MT Melsungen auf.

### Nationalmannschaft
Timo Kastening wurde im Jahr 2012 erstmals mit der U-18-Nationalmannschaft Europameister. Diesen Titel errang er 2014 auch mit der U–20-Nationalmannschaft. Bei diesem Turnier erzielte Kastening in sieben Spielen insgesamt 23 Tore. Bei der U-21-Weltmeisterschaft 2015 erreichte Kastening mit der Auswahl den 3. Platz. Bei diesem Turnier kam er in insgesamt neun Spielen auf 28 Tore.
Im September 2018 bekam Timo Kastening erstmals eine Einladung von Bundestrainer Christian Prokop zu einem DHB-Regionallehrgang der deutschen Nationalmannschaft. Für die beiden Ende Oktober 2018 folgenden Qualifikationsspiele zur Handball-Europameisterschaft 2020 rückte er in den Reservekader auf.
Kastening gab am 9. März 2019 gegen die Schweiz sein Länderspieldebüt für die deutsche Nationalmannschaft. Bei der Europameisterschaft 2020 gehörte er zu den Leistungsträgern in der deutschen Mannschaft. Im Anschluss wurde Kastening zu Deutschlands Handballer des Jahres gewählt. Mit der deutschen Auswahl nahm er an den Olympischen Spielen 2021 in Tokio teil.
Bei der Europameisterschaft 2022 bestritt er die ersten zwei Spiele, bevor ein positiver COVID-19-Test sein Turnier beendete. Er stand im Kader für die Europameisterschaft 2024 und belegte mit Deutschland den 4. Platz. Bei der Weltmeisterschaft 2025 scheiterte die DHB-Auswahl im Viertelfinale und beendete das Turnier auf Rang 6.

## Saisonbilanzen
| Saison    | Verein                | Spielklasse | Spiele | Tore | Feldtore | 7-Meter |
| --------- | --------------------- | ----------- | ------ | ---- | -------- | ------- |
| 2013/14   | TSV Hannover-Burgdorf | Bundesliga  | 17     | 16   | 16       | 0       |
| 2014/15   | TSV Hannover-Burgdorf | Bundesliga  | 36     | 52   | 43       | 9       |
| 2015/16   | TSV Hannover-Burgdorf | Bundesliga  | 32     | 73   | 63       | 10      |
| 2016/17   | TSV Hannover-Burgdorf | Bundesliga  | 34     | 86   | 86       | 0       |
| 2017/18   | TSV Hannover-Burgdorf | Bundesliga  | 34     | 75   | 58       | 17      |
| 2018/19   | TSV Hannover-Burgdorf | Bundesliga  | 34     | 190  | 130      | 60      |
| 2019/20   | TSV Hannover-Burgdorf | Bundesliga  | 27     | 144  | 94       | 50      |
| 2020/21   | MT Melsungen          | Bundesliga  | 38     | 194  | 159      | 35      |
| 2013–2021 | gesamt                | Bundesliga  | 252    | 830  | 649      | 181     |

Stand: 29. Juli 2021

## Erfolge
- Verein
  - Teilnahme am EHF-Pokal 2013/14
  - Einzug ins Endspiel des Final Four im DHB-Pokal 2017/18
  - Einzug ins Final Four im DHB-Pokal 2018/19
  - Einzug ins Viertelfinale im EHF-Pokal 2018/19

- Nationalmannschaft
  - Europameister bei der U-18-Handball-Europameisterschaft der Männer 2012 in Österreich
  - Europameister bei der U-20-Handball-Europameisterschaft der Männer 2014 in Österreich
  - 3. Platz bei der U-21-Handball-Weltmeisterschaft 2015 in Brasilien
  - 5. Platz bei der Europameisterschaft 2020 in Norwegen/Österreich/Schweden

- Sonstiges
  - Teilnahme am All Star Game 2019[16]

## Auszeichnungen
- 2019: deutscher Handballer des Jahres

## Privates
Timo Kastening ist in Riepen (Ortsteil von Bad Nenndorf) aufgewachsen und hat 2015 seine Lehre als Bankkaufmann bei der Sparkasse Hannover erfolgreich abgeschlossen. Sein Bruder Marius Kastening ist Spielertrainer bei Handball Hannover-Burgwedel. Sein Vater war von Januar bis Oktober 2015 sportlicher Leiter bei HF Springe und ist aktuell Teammanager bei Handball Hannover-Burgwedel.